# Jesionna (województwo łódzkie)
Jesionna – wieś w Polsce położona w województwie łódzkim, w powiecie łaskim, w gminie Wodzierady.
W latach 1975–1998 miejscowość administracyjnie należała do województwa sieradzkiego.
W 2011 roku liczba ludności wynosiła 52 osoby.